# Mika (cầu thủ bóng đá, sinh 1987)
Michael da Conceição Figueiredo (26 tháng 9 năm 1987 ở Lyon, Pháp), hay Mika, là một cầu thủ bóng đá người Bồ Đào Nha thi đấu cho C.D. Trofense ở vị trí trung vệ.